# Pataki Ági
Pataki Ági eredeti nevén Pataki Ágnes (Budapest, 1951. szeptember 5. –) magyar sztármodell, manöken, reklámarc, Balázs Béla-díjas filmproducer. A Kőbányai Gyógyszerárugyár „Fabulon” nevű termékcsaládjának reklámarca volt.

## Pályafutása
Édesapja 1956-ig katonatiszt volt, aki a harcok múltával mielőbb leszerelt, és egy kutatóintézet gazdasági vezetője lett. Édesanyja az Egészségügyi Minisztérium adminisztrátora volt. Férje Kovács Gábor producer, egy fiuk van, az 1991-ben született István, szintén producer a Filmpartners cégüknél. Korábbi házastársai Török Tamás építészmérnök és Füredi Gábor mérnök voltak.
Gyerekkorát Zuglóban és a belvárosban töltötte. Pályafutását érettségi után tolmácsként kezdte, miután német–spanyol idegenvezetői vizsgát tett. Már középiskolásként is szerepelt filmben, többek között mint kiemelt epizódszereplő a Szeressétek Odor Emiliát! című filmben (rendező: Sándor Pál). 1982-ben került a Kálvin téri tűzfalra az az akkoriban újdonságnak számító óriásreklám, ami megmentéséért Bojár Iván András 2000-ben indított Mentsük meg Pataki Ágit! mozgalmat – Erdély Miklós műemlékké nyilvánított Fabulon-mozaikjának eredetije egy olyan fotó volt, amit egy Iparművészeti Egyetemi tanuló portrésorozat vizsgakiállításából választott ki a cég marketingese. Pályafutásában a külső körülmények többször kényszerítették váltásra, de mindig az előző területeken elért sikereiből tudott továbblépni. 2015, 2016 és 2017-ben a Forbes őt választotta a 9. legbefolyásosabb magyar nőnek a kultúrában.
A 2010-ben elhunyt Zsigmond Márta – közéleti, ifjúsági és divatújságíró, az Ez a Divat egykori főszerkesztője – emlékére alapított Zsigmond Márta-médiadíj zsűrijének, kuratóriumának tagja, 2015-ben pedig a LaFemme magazin 50 Tehetséges Magyar Fiatal programjában Kőszegi Tamás író, rendező mentora lett, így közreműködött a The Copyist c. kísérleti fénymásolófilm megalkotásában is, mely a Palm Springs International Shortfest animációs versenyprogramjában debütált.
Több civil és jótékonysági ügy aktív támogatója, részt vesz mind a Csányi Alapítvány, mind a segítséggel élők integrációját segítő Mosolyország Alapítvány munkájában. A Magyar Hospice Alapítványt egy olyan film elkészítésével segítette, melyben 15 híresség vállalt szerepet a hospice ellátás támogatására. Felkarolta a Nők a Pályán Egyesület népszavazási kezdeményezését a nők magasabb arányú politikai reprezentációjáért, a fővárosi művészmozik szükségessége és fontossága mellett pedig mint a Budapesti Art Mozi Egyesület elnöke emelt szót.

### Modellként

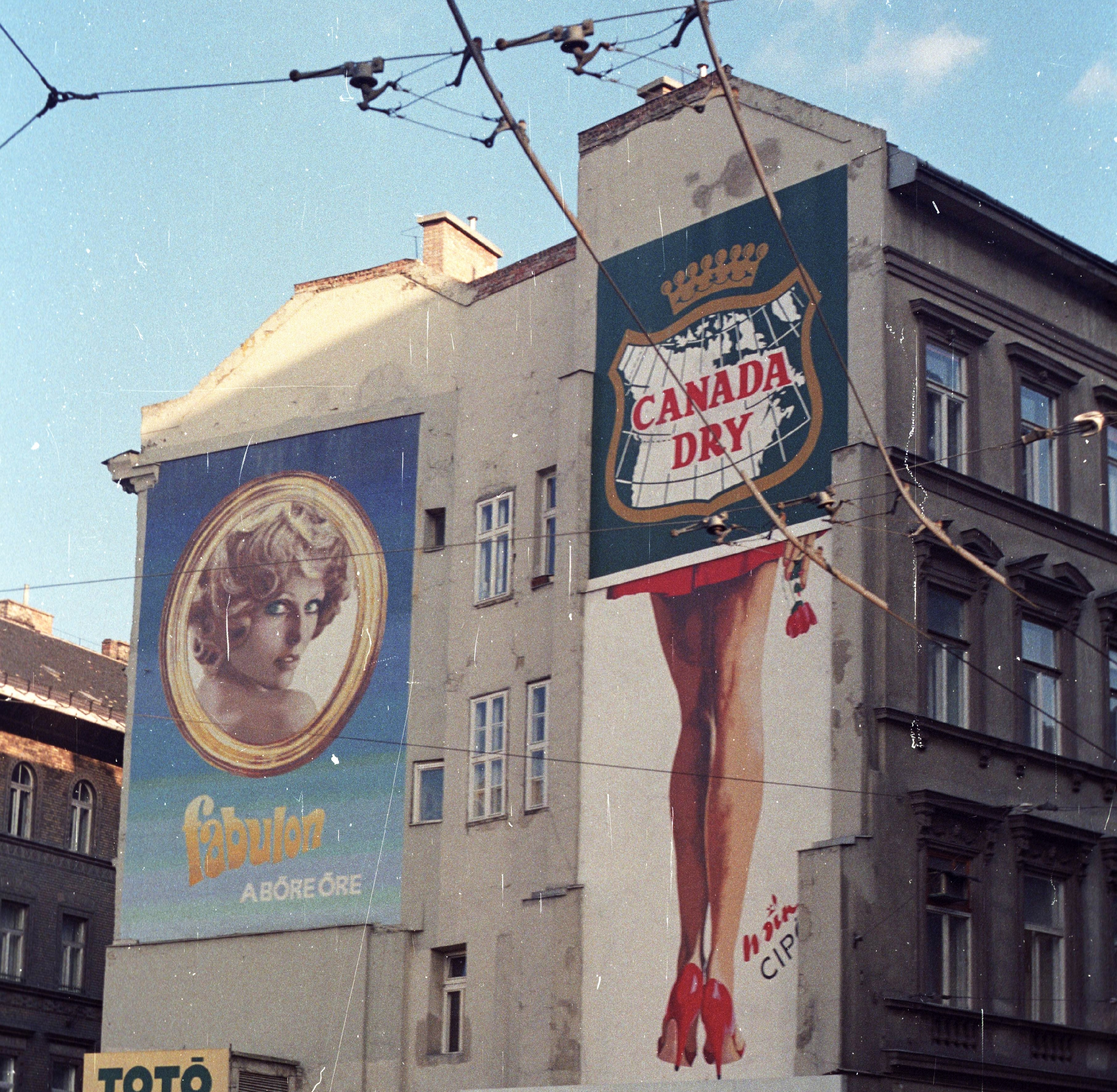
Kálvin tér, a tűzfalon a Fabulon-mozaik és a Mino cipő reklám (1985),
Fortepan fényképgyűjtemény, adományozó:^{ Lechner Nonprofit Kft. Dokumentációs Központ}

Két véletlennek köszönhetően került a modellkedés közelébe: egyrészt, amikor spanyol tolmácsként egy dél-amerikai csoportot kísért a Rotschild Szalonba, vette észre a tulajdonos, Rotschild Klára és küldte a kifutókra. Nem volt 170 cm, ami az akkori követelmény volt a manökeneknél, mégis folyamatosan kapta a felkéréseket.
Másrészt 1970-ben egy véletlennek, amikor az Iparművészeti Főiskolán tanuló Németh Andrea vizsgafotóját Finta József grafikus és a Kőbányai Gyógyszergyár PR-igazgatója felfedezte. Ezt követően vált az 1970-es és 1980-as években a Fabulon kozmetikai márka népszerű reklámarcává.
A Fabulon Áginak is nevezett modell többek között egy, a budapesti Kálvin téri tűzfalról tekintett az arra haladókra egy nagy méretű reklámmozaikról. A mozaikhirdetést az avantgárd képzőművész, filmes és költő Erdély Miklós készítette 1982-ben és fiával jegyzi az alkotást. A téren azóta épült irodaház a tűzfalat eltakarta, így a képet – egy mozgalomnak köszönhetően – még 2000-ben műemlékké nyilvánították és megőrzésre az Országos Műemlékvédelmi Hivatal raktárában helyezték el.
Öt évig dolgozott a Fabulonnál, amikor elkezdtek új arcokat behozni, de már ő sem szerződött velük.  Több manökent bevontak, Fenyő János csinálta például Sütő Enikő híres Fabulon-fotóját, amin háttal, félmeztelenül látható. Teljesen helyettesíteni nem tudták, ezért mindig visszatértek hozzá. A Fabulon termékcsalád reklámarca volt. Ennek köszönhette azt is, hogy Ágnesből Ágivá avanzsált és országos ismertségre tett szert

„…A Fabulon miatt Ági volt a sztár, mindenki őt akarta, egyedül neki volt sztárgázsija itthon. Mindenhová fotózták a transzformátortól elkezdve a gyümölcsléig, ő reklámozott mindent. Egyrészt bomba alakja volt és nagyon jól mozgott. Nem volt magas, de a bemutatókon a Safranek Anna volt a társa, akivel ugyanolyan magasak voltak.…”

– Módos Gábor

Külföldön is jelent meg fotója. Fotósai voltak többek között Fenyő János, és az Ez a Divat főszerkesztőségénél: Módos Gábor és Lengyel Miklós, Novotta Ferenc, Sajnovits Sándor fotóművészek is.
68 évesen a Helia-D új Cell Concept ránctalanító termékcsaládjának arca volt. Az elkészült reklámfilmet a Filmpartners készítette.
69 évesen csatlakozott az Instagram közösségi oldalhoz, ahol rendszeresen enged bepillantást magánéletébe. A Helia-D-t és más termékeket is reklámoz ugyanitt, például a Titok új táplálékkiegészítőt. Követői száma 29,7 ezer, ami változik.

### Üzletasszonyként
Az 1980-as években öt évig még párhuzamosan modellkedett és lett fokozatosan egy három üzletet igazgató, butikláncot menedzselő üzletasszony. A Hungarotexnek dolgozott mint koreográfus. A 2000-es években is felkérték címlapfotózásra, például 2003-ban az Elle magazin.
2014-ben ő volt a magyarországi első It Woman a L’Oréal Professionnel It Looks kampányában, akinek a megjelenését, viseletét divatetalonként kezelik a médiában.

### Filmproducerként
A 90-es évektől már producerként vált ismertté a filmvilág és a nagyközönség előtt. Férjével, Kovács Gáborral – aki a közös cég, a Filmpartners egyik alapítója és vezetője egyben – nagyban hozzájárult olyan magyar filmek sikereihez, mint például az Üvegtigris-filmek (2001, 2006, 2010). Az ő feladata megválasztani, első körben kiszűrni a forgatókönyvet, rendezőt, projektet, partnereket, majd részt vesz az anyagi háttér megalapozásában és a filmek piacra kerülésének PR felépítésében is. E mellett ingatlanfejlesztéssel is foglalkozik. 2003-ban producerként felkerült a Magyar Hírlap által összeállított ötven legsikeresebb nő listájára és a 2007-ben megjelent könyvbe is.
2011-ben a Független Producerek Szövetségének alapító ügyvezetője. 2015-ben a Magyar Nemzeti Filmalap által első alkalommal meghirdetett inkubátorprogram (az első animációs, dokumentum- vagy játékfilm elkészítésére) öttagú szakmai zsűrijének egyike, akik kijelölik azt a tíz filmtervet, amelyeknek kidolgozásában mentorként is segítenek.

## Produceri munkái
- 2022 Veszélyes lehet a fagyi (producer)
- 2018 Egy nap (producer)[41]
- 2017 Jupiter holdja (associate producer)
- 2015 Szerdai gyerek (co-producer)
- 2015 Trans Duna I-II (Documentary) (producer)
- 2014 Délibáb (co-producer)
- 2012 Nejem, nőm, csajom (producer)
- 2010 Üvegtigris 3. (producer)
- 2010 Szelíd teremtés – A Frankenstein-terv (co-producer)
- 2010 Riport (rövidfilm) (co-producer)
- 2010 Bibliothèque Pascal (co-producer)
- 2010 Halálkeringő (producer)
- 2009 Adás (co-producer)
- 2008 Delta (co-producer)
- 2008 Kalandorok (producer)
- 2007 Overnight (co-producer)
- 2007 Töredék (co-producer)
- 2006 Fehér tenyér (producer)
- 2006 Ballada (rövidfilm) (co-producer)
- 2006 Üvegtigris 2. (producer)
- 2006 Együtt (rövidfilm) (producer)
- 2005 Fekete kefe (producer)
- 2004 Montecarlo! (producer)
- 2001 Üvegtigris (producer)

## Könyvei
- Nyitottan a világra. Utam a kifutótól a vörös szőnyegig; szerk. Orosz Ildikó; Libri, Budapest, 2021

## Díjai
- 36. Magyar Filmszemle – FilmJus által felajánlott produceri díj (a Fekete Kefe című filmért, megosztva: Major Istvánnal, Kovács Gáborral és Muhi Andrással)[42]
- 37. Magyar Filmszemle – produceri díj (a Fehér tenyér című filmért, megosztva: Angelusz Ivánnal, Kovács Gáborral és Reich Péterrel, 2006)[43]
- Balázs Béla-díj (Kovács Gáborral, 2011)[44][45]